# مارک برگر (جودوکار)
مارک برگر (انگلیسی: Mark Berger؛ زادهٔ ۳ ژانویهٔ ۱۹۵۴) جودوکار اهل کانادا بود.
وی در مسابقات کشوری و بین‌المللی در مجموع برندهٔ ۳ مدال طلا، ۱ مدال برنز شده‌است.